# Duguetia decurrens
Duguetia decurrens är en kirimojaväxtart som beskrevs av Robert Elias Fries. Duguetia decurrens ingår i släktet Duguetia och familjen kirimojaväxter. Inga underarter finns listade i Catalogue of Life.